# ऊ
Cette page contient des caractères spéciaux ou non latins. S’ils s’affichent mal (▯, ?, etc.), consultez la page d’aide Unicode.
ऊ, transcrit ū ou oū, est une voyelle de l’alphasyllabaire devanagari.

## Représentations informatiques
Ses Unicode sont :
| formes       | représentations | chaînes de caractères | points de code | descriptions                     |
| ------------ | --------------- | --------------------- | -------------- | -------------------------------- |
| indépendante | ऊ               | ऊ                     | U+090A         | lettre devanagari ū              |
| dépendante   | ू                | ◌ू                     | U+0942         | diacritique voyelle devanagari ū |